# تودالة
التودالة أو البرتقال المتسلق هي نبات أصلي في كثير من البلدان في أفريقيا وآسيا. ومن الأمثلة على ذلك جنوب أفريقيا حيث يطلق عليها باللغة الأفريقانية اسم رانكلمونتجي، وباللغة الفيندية غوامبادزي. وهي تحظى بشعبية كبيرة بين الكيكويوس في وسط كينيا حيث تعرف باسم مورورو.

## الموئل
وتنمو في موائل الغابات المشاطئة التي تتمتع بنسبة عالية من هطول الأمطار. ويهدد تدمير الموائل الحرجية في أفريقيا بقاءها. هي نبتة متسلقة خشبية فِلِّينِيّة شائكة تتسلق الأشجار وتصل إلى 10 متر في الطول. ولها أوراق خضراء لامعة معطرة، وزهور صفراء مخضرة وثمارها برتقالية تبلغ حوالي نصف سم وطعمها مثل قشر البرتقال. البذور مشتتة من الطيور والقردة التي تأكل الثمار، على وجه الخصوص، المونيا متقشرة الصدر التي تفضل بناء أعشاشها في هذه الأشجار.